# Sophie Leeves

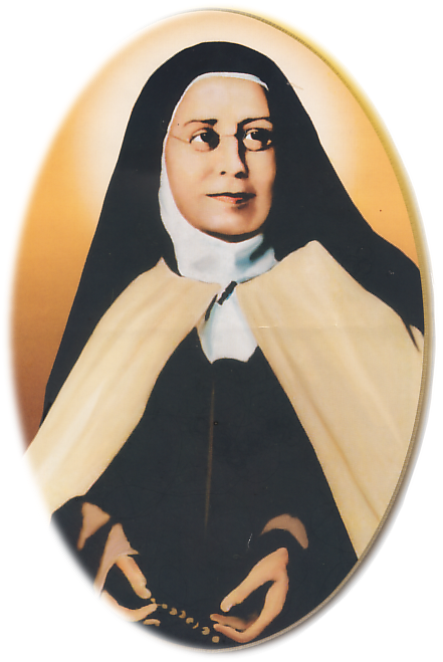
Madre Veronica della Passione

Sophie Leeves, in religione madre Maria Veronica della Passione (Costantinopoli, 1º ottobre 1823 – Pau, 16 novembre 1906), fu una religiosa inglese. Cresciuta nella tradizione anglicana, diventò cattolica ed entrò nel Carmelo di Clausura. Ha fondato la congregazione del Carmelo Apostolico nel 1868, una Congregazione religiosa femminile indiana.

## Biografia

### Gioventù
Sophie Leeves (nome religioso Madre Veronica della Passione), nacque a Costantinopoli (oggi Istanbul); suo padre era il cappellano Anglicano dell'Ambasciata britannica.
Durante l'adolescenza avviene in lei un profondo cambiamento. Trascorre molte ore in preghiera e si sente attratta da Dio senza capire esattamente dove viene portata e ciò che ella stessa vuole. Nella sua autobiografia racconta un'intensa esperienza spirituale: "Martedì di Pasqua terminava in una notte oscura" ella scrive: "Ho spento le ultime candele. La casa era silenziosa. All'improvviso una voce chiara ma dolce ha rotto il silenzio e ho udito chiaramente queste parole ‘Vi lascio la mia pace; vi do la mia pace'. Poi tutto era di nuovo tranquillo, la notte come pure il mio cuore".

### Conversione
Si sentì attratta dalla Chiesa cattolica, in particolare dalla vita sacramentale: l'Eucaristia e la confessione. La madre e gli altri familiari, profondamente radicati nella tradizione Anglicana, sono infastiditi da questa novità. Ma Sophie sa che Dio la sta guidando verso percorsi sconosciuti. Ella rompe il fidanzamento che aveva accettato con un giovane ufficiale di marina di bell'aspetto e si converte al cattolicesimo il 2 febbraio 1850 a Malta.
Poco dopo va in Francia (1851) ed entra nella Congregazione delle Suore di San Giuseppe dell'Apparizione. Il 14 settembre 1851 prende il nome religioso di suor Maria Veronica della Passione. Nella nuova congregazione sarà maestra delle novizie per alcuni anni.

### Religiosa in India
Nel 1862 viene mandata in India. Il vicario apostolico di Mangalore Mgr. Michele Antonio Anfossi OCD aveva fatto appello alla Francia perché venissero inviate giovani suore da destinare all'istruzione delle ragazze, e come primo passo aveva acquistato una casa a Calicut nel 1860 ed aveva apportato le modifiche necessarie fino a farla diventare un convento. Su richiesta della popolazione locale la scuola fu aperta il 1º aprile 1862, con il nome di Scuola di San Giuseppe.
Madre Veronica e suor Maria Giuseppina dopo un lungo e fatico viaggio, e una breve sosta a Mangalore, arrivano a Calicut il 27 aprile 1862, si fanno carico del Convento di San Giuseppe e della scuola, e Madre Veronica ne diviene superiora. Trascorre due anni a Mangalore e Kozhikode.

### Fondazione della congregazione religiosa
Tuttavia il Vescovo di Mangalore, Maria Efrem Garrelon – un Padre Carmelitano francese – desidera avere suore Carmelitane per l'educazione delle ragazze della sua diocesi. Da sempre attratta dalla vita contemplativa, Madre Veronica accetta la sfida. Per prepararsi a svolgere questo compito parte per la Francia ed entra nel noviziato di clausura del Carmelo a Pau il 2 luglio 1867. 
Dopo un anno di formazione apre, il 16 luglio 1868, una casa a Bayonne (Francia) con lo scopo di preparare un gruppo di giovani suore per il Terz'ordine Carmelitano Regolare o altrimenti detto Carmelo per le missioni. È in quel tempo che l'espressione Carmelo Apostolico comincia ad essere usata nella sua corrispondenza. Attraverso le Suore da lei formate a Bayonne ha fondato il Carmelo Apostolico a Mangalore (Karnataka) nel 1868.
A causa di profonde differenze di punti di vista con il vescovo di Mangalore, in parte causate dalla presenza della giovane araba mistica, Mariam Baouardy, tra le Carmelitane, diverse suore devono tornare in Francia.
Dispiaciuto della decisione presa dal vescovo di Mangalore, il vescovo di Bayonne nega ad altre suore il permesso di partire per l'India. Di conseguenza la casa di formazione carmelitana di Bayonne viene chiusa (11 ottobre 1873) e Madre Veronica torna al Carmelo di Pau, dove fa di nuovo il noviziato. Ha 51 anni quando pronuncia la professione solenne come Carmelitana di Clausura (21 novembre 1874).

### Fondatrice in Terra Santa
Tuttavia l'anziana e dinamica dama inglese resta una pioniera... Quando, il Carmelo di Pau riceve la richiesta di aprire una casa in Terra santa, la Madre Superiora affida a Madre Veronica la responsabilità di un gruppo di 10 suore Carmelitane (tra cui Mariam Baouardy) per dare vita al Carmelo di Betlemme (20 agosto 1875). 
Ma la vita in Terra santa è veramente dura: il clima è molto caldo, i lavori manuali molto pesanti, inoltre il Carmelo di Betlemme ha adottato la versione più rigorosa della Regola Carmelitana. Nel 1885 ella scrive: "Lavorare duro e vivere solo di pane e acqua è troppo per una vecchia signora". Anche spiritualmente Madre Veronica attraversa momenti oscuri, ha degli scrupoli e si sente abbandonata da Dio. Nel 1887 – all'età di 67 anni – chiede ed ottiene il permesso di tornare a Pau.

### Ultimi anni nel carmelo di Pau
Madre Veronica vive altri 19 anni nel Carmelo di Pau. Si tiene in contatto con le sorelle del Carmelo Apostolico di Mangalore, le incoraggia nelle difficoltà, e scrive la storia degli inizi del Carmelo Apostolico. Prepara anche una breve biografia della giovane suora araba carmelitana (1903) che ella ha guidato e conosciuto molto bene, il cui processo di beatificazione è già previsto.
Gli ultimi anni della sua vita arrivano alcune consolazioni. La sua famiglia si riavvicina: sebbene sia fermamente Anglicana, le rende visita a Pau, compreso un giovane cugino diventato pastore Anglicano. Inoltre, l'Ordine del Carmelo ha aperto la causa di beatificazione della sua protetta Myriam Baouardy.
Affetta da malattie invalidanti di vecchiaia declina lentamente e muore nel Carmelo di Pau il 16 novembre 1906 all'età di 83 anni, molto amata e stimata dalle consorelle del Carmelo, sia quelle di clausura, sia quelle di tradizione apostolica.
La causa di beatificazione di Madre Veronica è stata avviata dalle Sorelle del Carmelo Apostolico nel 1997.

## Il Carmelo apostolico
L'ordine da lei fondato, il Carmelo Apostolico, è cresciuto, oggi conta case in varie parti dell'India, Sri Lanka, Kuwait, Pakistan, Kenya,  Bahrain e Italia (Roma). La Congregazione è formata da sei Province, è gestita a livello centrale ed è amministrata da un gruppo di religiose guidate dalla Superiora Generale, suor Maria Vincenza, la casa generalizia si trova a Bangalore (India).